# Lista tabletów marki Archos
Lista tabletów marki Archos – lista tabletów wyprodukowanych przez firmę Archos. Modele wyprodukowane pod marką Archos.
| Model                 | Wymiary (mm)    | Masa(g) | Obsługa sieci | Wyświetlacz (cali) | Pamięć(GB)   | Aparat cyfrowy(Mpx) | Ogniwo(mAh) | Dodatkowe informacje (rok produkcji) | Źródło |
| --------------------- | --------------- | ------- | ------------- | ------------------ | ------------ | ------------------- | ----------- | ------------------------------------ | ------ |
| Archos 101 Xenon Lite | 259 × 150 x 11  | 505     | 2G, 3G        | 10.1               | 16 ROM 1 RAM | 2                   | 2500        | 2011                                 | [ 1 ]  |
| Archos 70C Xenon 7 3G | 190 × 110 x 10  | 242     | 2G, 3G        | 7                  | 8 ROM 1 RAM  | 2                   | 4200        | 2011                                 | [ 2 ]  |
| Archos 80C Xenon 8 3G | 206 × 122 x 9,6 | 360     | 2G, 3G        | 10.1               | 16 ROM 1 RAM | 2                   | 4200        | 2014                                 | [ 3 ]  |